# Clero refractario

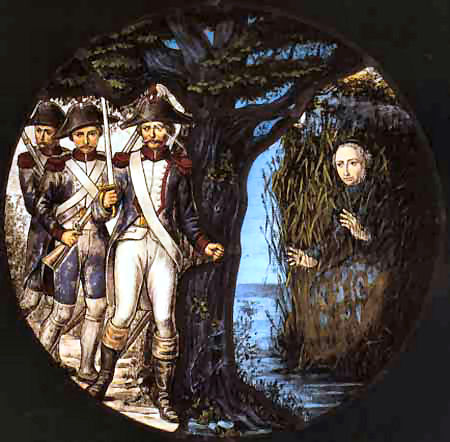
Vitrina de una iglesia católica de la Vendée de 1863 que representa a un sacerdote refractario escondiéndose de los soldados

Clero refractario fue la denominación que se usó durante la Revolución francesa para referirse a los obispos y sacerdotes que se negaron a realizar el juramento cívico de los principios revolucionarios a causa de su rechazo —y el del papa— a la Constitución civil del clero aprobada por la Asamblea Nacional Constituyente el 12 de julio de 1790. Debido a esto el clero refractario —a diferencia del clero constitucional que sí que realizó el juramento— fue asimilado a la contrarrevolución y tras la proclamación de la Primera República Francesa en septiembre de 1792 fue perseguido y obligado a emigrar.

## Historia
Tras la supresión de los privilegios del clero y del diezmo por la Asamblea Nacional Constituyente en la noche del 4 de agosto de 1789, y la nacionalización y venta de sus bienes —a partir del 14 de noviembre de 1789— junto con la supresión de las órdenes religiosas —el 13 de febrero de 1790—, el clero secular francés, carente de ingresos, pasa a ser remunerado por el Estado y sus miembros se convierten así en "funcionarios públicos" y como tales serán elegidos, tanto los obispos como los párrocos por asambleas electorales de primero o de segundo grado —los candidatos deben probar que son sacerdotes al menos desde hace cinco años—.
El 12 de julio de 1790 la Asamblea Nacional Constituyente aprueba la Constitución civil del clero en la que se ratifica el principio electivo en la designación de obispos y párrocos, aunque se mantendrán en su cargo los que en ese momento lo ostenten. También ratifica la adaptación de las diócesis a la nueva división administrativa de Francia -cada diócesis corresponde a un departamento-, lo que supone la supresión de cuarenta y siete obispados.
El conflicto se plantea cuando se celebran las primeras elecciones a un obispado, el de Quimper que ha quedado vacante por fallecimiento de su titular. Los obispos franceses dudan en aceptar el principio electivo que establece la ley y piden la opinión al papa. Entonces la Asamblea Nacional Constituyente aprueba el 26 de noviembre de 1790 un decreto por el que los párrocos y obispos tendrán que realizar el juramento cívico que se exige a todos los funcionarios de fidelidad a los principios del nuevo régimen. En caso de que no lo hagan perderán sus cargos y sus puestos serán cubiertos mediante elección.
El rey Luis XVI sanciona el decreto el 26 de diciembre por lo que los juramentos comienzan al mes siguiente, en enero de 1791. Sin embargo, solo cuatro obispos prestan juramento: el de Autun, Charles Maurice de Talleyrand; el de Orleans, Louis-Sextius Jarente de La Bruyère; el de Sens (Yonne), Étienne-Charles de Loménie de Brienne; y el de Viviers (Ardèche), Charles de La Font de Savine. Entre los párrocos menos de la mitad reconocen obediencia, aunque las diferencias según las regiones son considerables: en el departamento de Mosela jura solo el 8 por ciento, mientras que en el de Hérault, el 40 por ciento. A las pocas semanas se expide el papa al condenar la Constitución civil del clero, ya que el nombramiento de los obispos le corresponde a él. Eso hace que muchos de los sacerdotes que habían realizado el juramento se retracten para obedecer al papa. A los miembros del clero que se niegan a prestar juramento se los comienza a llamar "refractarios", mientras que aquellos que aceptan obligarse con juramento se los llama "constitucionales".

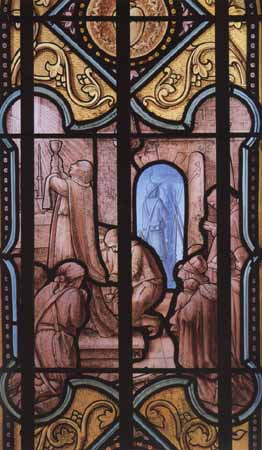
Vitrina de una iglesia católica de la Vendée de 1860 que muestra a un sacerdote refractario celebrando una misa clandestina

Al principio la división entre los sacerdotes "refractarios" y "constitucionales" no crea problemas serios. Se celebran las elecciones y los puestos quedan cubiertos, y además se permite que los refractarios puedan seguir utilizando la iglesia con el mismo derecho que el titular "constitucional". No sucede lo mismo con los obispos que en su mayoría emigran y en sus cartas pastorales condenan a los constitucionales, elegidos en lugar de los titulares, llamándolos "cismáticos e intrusos". A causa de esto los "patriotas" los asimilan a los "emigrés" contrarrevolucionarios. Una primera respuesta de la nueva Asamblea Legislativa, elegida tras la promulgación en septiembre de la Constitución de 1791, es el decreto de 29 de mayo de 1792 por el que se propone la expulsión del reino a los refractarios considerados peligrosos por veinte ciudadanos activos, que son los que tienen derecho al voto. Pero el rey Luis XVI impone su veto y el decreto no entra en vigor.
Tras la jornada del 10 de agosto de 1792 que pone fin a la monarquía de Luis XVI, muchos sacerdotes refractarios son detenidos por ser considerados contrarrevolucionarios. En las masacres de septiembre, unos 191 sacerdotes y religiosos mueren asesinados en las cárceles, y con ellos tres obispos: Jean-Marie du Lau, arzobispo de Arlés; Pierre-Louis de La Rochefoucauld-Bayers, obispo de Saintes; y François-Joseph de La Rochefoucauld-Maumont, obispo de Beauvais. Los refractarios que logran salvar la vida se exilian sumándose a los emigrées contrarrevolucionarios. Poco después la Convención Nacional, que el 21 de septiembre ha proclamado la República, decreta la expulsión de todos los refractarios, bajo pena de muerte si regresaban —se calcula que en 1793 alrededor de un 60% de los sacerdotes que había en Francia tres años antes estaban fuera del país—. Sin embargo, grupos de refractarios seguirán recorriendo Francia, celebrando misas clandestinas, bautizos y matrimonios e incluso algunos obispos ordenando sacerdotes.
La situación de los refractarios no se regularizará hasta 1801 con la firma del Concordato entre la Iglesia Católica y Napoleón Bonaparte.